# Gwendoline Delbos-Corfield
Gwendoline Delbos-Corfield (Solihull, 8 de março de 1977) é uma política francesa do partido ecologista Europe Ecologie Les Verts, eleita membro do Parlamento Europeu em 2019.

## Carreira política
No parlamento, Delbos-Corfield tem servido desde então como vice-presidente do grupo Verdes-Aliança Livre Europeia (Verdes / EFA), sob a liderança dos co-presidentes Ska Keller e Philippe Lamberts. De 2019 a 2020, ela também atuou como vice-presidente da Comissão dos Direitos da Mulher e da Igualdade de Género. Em 2020, integrou a Comissão de Assuntos Constitucionais e a Comissão Especial sobre Interferência Estrangeira em todos os Processos Democráticos na União Europeia.
Além das suas atribuições nas comissões, Delbos-Corfield é membro do Intergrupo do Parlamento Europeu sobre Direitos LGBT.